# Bolteløkka

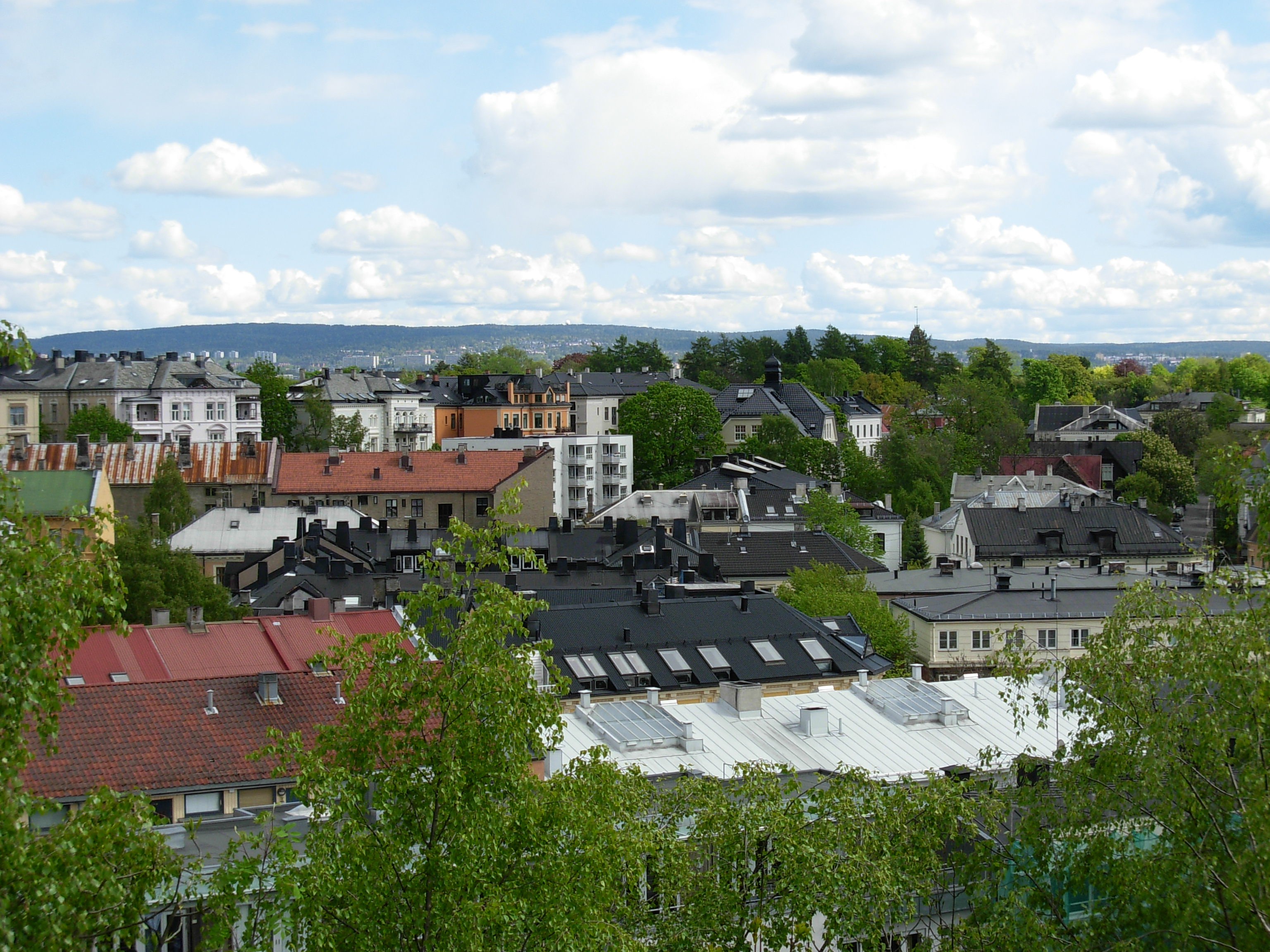
Den övre delen av Bolteløkka sett från Blåsen i Stensparken

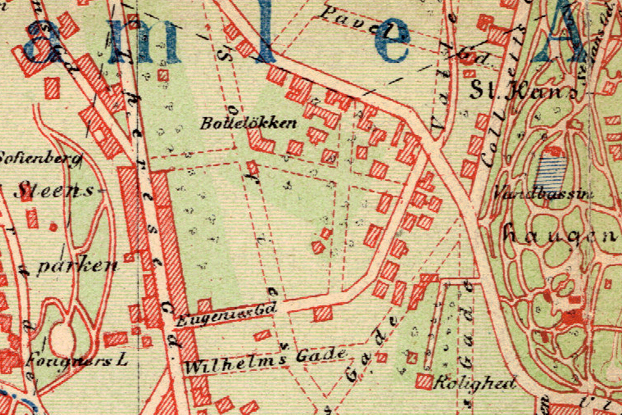
Karta över Bolteløkka, ca. 1900

Bolteløkka är ett område i stadsdelen St. Hanshaugen i innerstaden i Oslo, avgränsad av Thereses gate i väster, Ullevålsveien i norr och öster och Louises gate och Wilhelms gate i syd. 
Andra gator i området är Bolteløkka allé, Brageveien, Eugenies gate, Johannes Bruns gate, Snorres gate, Sofies gate och Vidars gate. Grannområden är Adamstuen och Valleløkka i norr, Fagerborg i väster, Bislett i syd och St. Hanshaugen i öster.
Bolteløkka har fått sitt namn från David Bolt som 1761 köpte "løkken" Henrichenberg från bymarken. Den stora träbyggnaden (Ullevålsveien skole) på Bolteløkka allé 8 är løkkebyggnaden. 
Området ligger i en backe och har goda sikt- och ljusförhållanden, mellan de två höjderna Stensparken med Blåsen och St. Hanshaugen. Innan den stadsmässiga utbyggnaden från 1870-talet fanns utsikt över staden och fjorden. Fram tills 1893 eller något tidigare låg Bislettbekken öppen. Den rann där Sofies gate ligger nu. 
Bolteløkka har mycket varierad bebyggelse. Längs Thereses gate finns hyreshus och täta kvarter. Den norra delen av området öster om Sofies gate består av villor i tre och mur och friliggande hyreshus med balkonger. Här finns många stilarter i en charmerande blandning. 
Området har två skolor: Bolteløkka skole, Eugenies gate 10, grundskola 1-7 klass grundad 1898, och Ullevålsveien skole, Bolteløkka allé 8, för barn med specifika inlärningssvårigheter, 3-10 klass, som tar upp barn från ett större område. 
1 januari 2006 bodde det ca. 2600 människor på Bolteløkka.